# 宝当神社
寳當神社、宝当神社（ほうとうじんじゃ）は佐賀県唐津市の唐津城の北方約2kmの唐津湾上に浮かぶ島、高島にある神社である。

## 概要
高島の産土神を祭った塩屋神社の境内社である。海賊吉井主吾を討ち、島民を助けた野崎隠岐守綱吉が、天正13年（1586年）にこの島で亡くなった際に彼の墓所に祠を建てたことを由来とし、「綱吉神社」と呼ばれた。明和5年（1768年）に建立された。明治時代になって当島の宝＝宝当神社と呼ばれるようになった。
綱吉の命日である旧暦8月23日に例祭が執り行われる。

## 宝くじ
平成4年（1992年）に高島の島民が宝くじを購入した際、神社名にあやかりこの神社に当選を祈願したところ高額当選した事をきっかけに、「この神社に祈願すれば宝くじが当たる」という評判が立つようになった。
この神社が有名になる前には、唐津から高島にわたる高島航路は住民と釣り人や教師などが乗船するのみであった。そして島には食事ができるような施設もなかったが、最近ではジャンボ宝くじが発売されるたびに祈願の人がこの神社を来訪するようになり、島おこしグループなどが運営する会社により来訪者への様々な施設も整備されてきている。
敷地内では一般的なお札や厄除けなどの他、必当御守や宝当あたり矢など宝くじにちなんだ品物が販売されている。
宝当神社近隣に位置する「野崎商店」にいる猫は、立ち上がりながら両前足を合わせて宝くじの当選祈願をする福猫として有名である。
なお、島内の「宝当乃館本店」では宝くじ売り場も設けられており宝くじそのものを購入することも可能である。